# Instituto Max Planck para Pesquisa do Sistema Solar

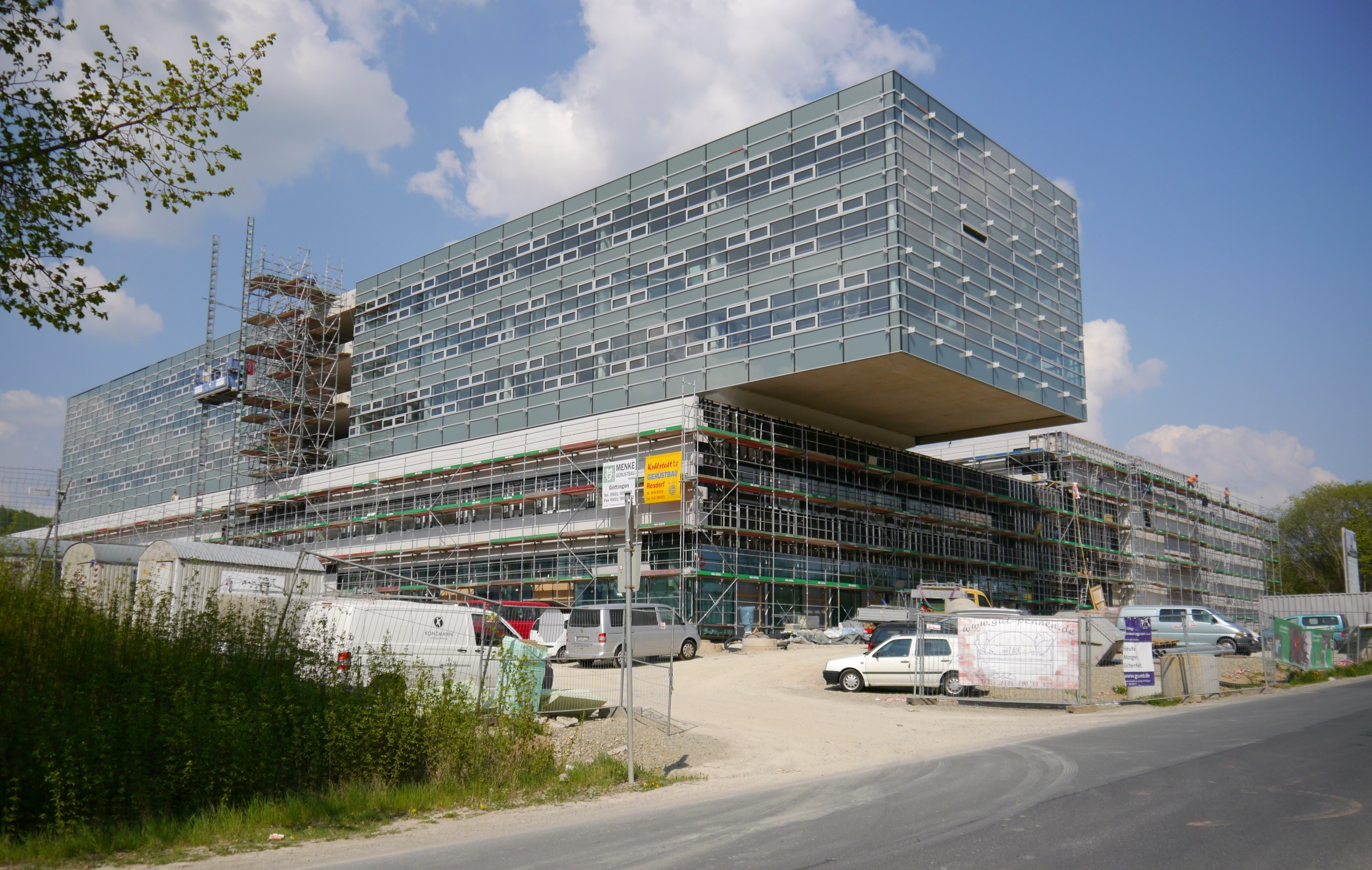
Edifício novo do Instituto em Gotinga, construído em 2013 e ocupado em 2014.

O Instituto Max Planck para Pesquisa do Sistema Solar (abreviação: MPS; em alemão:  Max-Planck-Institut für Sonnensystemforschung) é um instituto de pesquisa em astronomia e astrofísica localizado em Gotinga, Alemanha, para onde ele foi transferido em fevereiro de 2014 a partir da aldeia vizinha de Lindau. A exploração do Sistema Solar é o tema central para a pesquisa feita neste instituto. Este instituto é uma parte da Sociedade Max Planck, que opera 80 instalações de pesquisa na Alemanha.
O MPS é organizado em três departamentos:
- Sol e Heliosfera;[2]
- Planetas e cometas;[3]
- Interiores Solar e Estelar.[4]

## Projetos científicos
O instituto liderou ou esteve envolvido com vários projetos científicos internacionais, tais como:
Solar Orbiter, SDO, Sunrise, STEREO, SOHO, Ulysses, BepiColombo, Exomars, Chandrayaan, Phoenix, Herschel, Dawn, Venus Express, SMART-1, SOFIA, Rosetta, Mars Express, Mars DFG, Cassini, Cluster, Helios, Galileo e Giotto.
Essas contribuições consistem no desenvolvimento dos instrumentos e / ou atividades de pesquisa científica.

## História
O instituto foi fundado por Walter Dieminger, que chefiou o centro de testes da Luftwaffe em Rechlin em Müritz de 1934 em diante. Erich Regener foi cofundador. Depois de ser renomeado para "Centro de Transmissão de Rádio" em 1943 e se mudar para Leobersdorf em 1944, o instituto foi unido ao Instituto Fraunhofer de Freiburg em Ried em Innkreis. Após a guerra, uma comissão Aliada decidiu transferir o instituto para Lindau am Harz, onde os edifícios da Universidade Técnica de Hannover já existia. O comboio chegou nos dias 2 e 3 de março de 1946. Durante 1948, o instituto de rádio da Sociedade Kaiser Wilhelm foi transferido da Sociedade Fraunhofer para a Sociedade Max Planck e rebatizado como "Instituto de Pesquisa Ionosférica" em 1949. Em 1950, a Força Aérea dos Estados Unidos pagou para a construção de um sistema ecolot ionosférico. A transferência total de Fraunhofer para a Max Planck Society e a nomeação de W. Dieminger como Diretor, seguida pela transferência do Instituto Max Planck de Pesquisa da Estratosfera de Weisenau perto de Ravensburg para Lindau e outra renomeação para "Instituto Max Planck de Aeronomia" completou o processo.

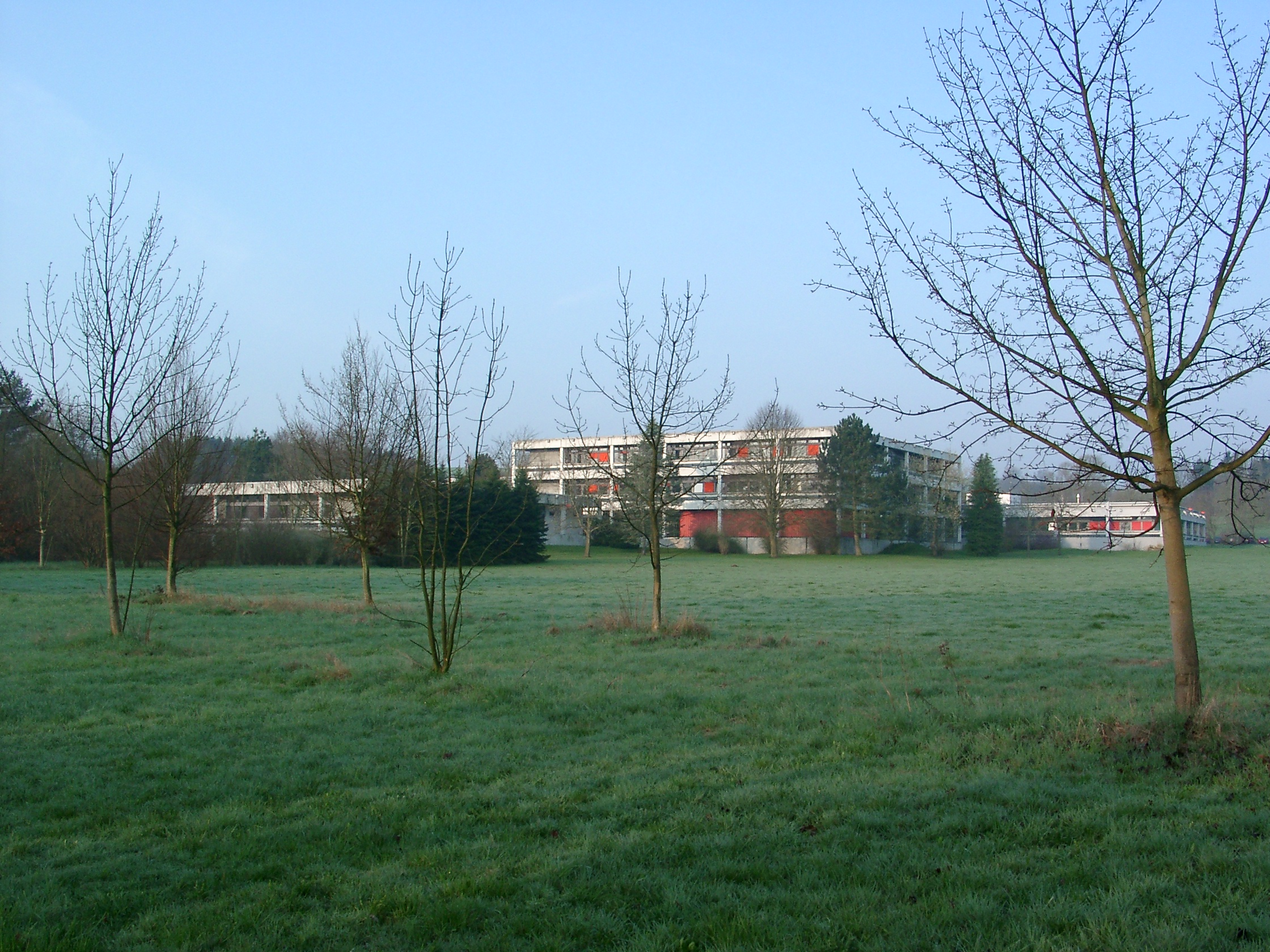
Instituto Max Planck para Pesquisa do Sistema Solar - abril de 2006

Erhard Keppler tornou-se o líder científico do primeiro satélite alemão Azur (em cooperação com a NASA) e com ele um pequeno grupo de cientistas dedicados ao trabalho com satélites foi estabelecido em Lindau. O instituto foi selecionado para construir parte da instrumentação do satélite que foi lançado em novembro de 1969. Instrumentos das sondas Helios, outra cooperação alemã da NASA também foi construída pelo instituto.
Após a aposentadoria de W. Dieminger em 1974, o foco mudou da pesquisa atmosférica para a pesquisa espacial. O Instituto participou de uma longa série de missões espaciais como Galileo, Ulysses, Cluster, SOHO, Cassini-Huygens, Rosetta, Mars Express e Venus Express e foi responsável pela maior parte do sistema de câmeras da missão Giotto ao Cometa Halley. A câmera de enquadramento a bordo da missão Dawn da NASA ao cinturão de asteróides foi construída no instituto.
O instituto era uma organização líder no desenvolvimento, construção e análise científica através de telescópios observatórios solar transportados em balões. O voo inaugural de cinco dias foi realizado em junho de 2009.

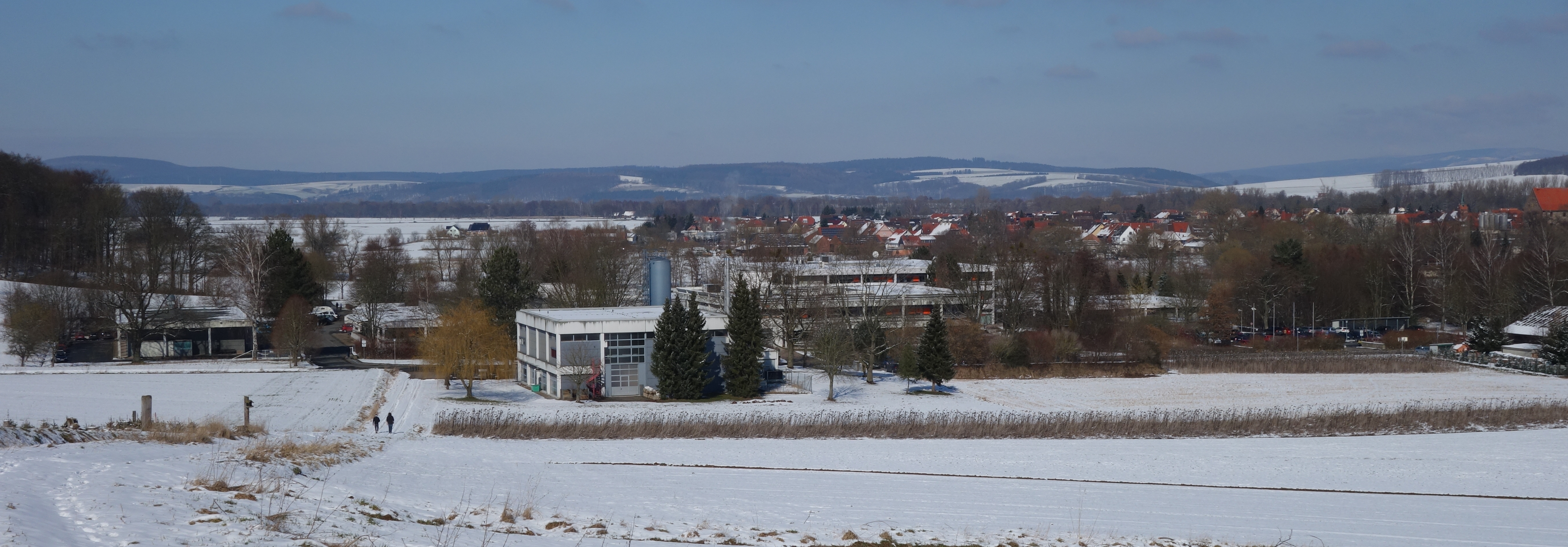
Instituto Max Planck para Pesquisa do Sistema Solar em Lindau, cerca de um ano antes da mudança - março de 2013.

As maiores mudanças no Instituto resultaram da unificação da Alemanha com a saída de dois dos quatro diretores do instituto em 1998 e 2004 após a aposentadoria de Hagfors e Rosenbauer. O instituto foi renomeado para "Instituto Max Planck de Pesquisa do Sistema Solar" em 2004, depois que o último diretor preocupado com a pesquisa da Ionosfera e Estratosfera se aposentou. Os dois grupos restantes, do diretor S. Solanki dedicado ao sol e heliosfera e de U. Christensen dedicado aos planetas e cometas, formam o atual Instituto.
Desde 2004, o instituto publica a revista de revisão de acesso aberto Living Reviews in Solar Physics.

A Max Planck Society decidiu transferir o instituto para mais perto da Universidade de Göttingen. Em 2010, foi planejado realocá-lo para um novo prédio próximo à Faculdade de Física da Universidade até abril de 2014. A mudança foi concluída em fevereiro de 2014 e a cerimônia de abertura realizada em 21 de maio do mesmo ano.